# Egon
Egon (Indonesisch: Gunung Egon) is een stratovulkaan op het Indonesische eiland Flores in de provincie Oost-Nusa Tenggara.